# زياد النميري
زياد بن عبد الله النميرى البصري تابعي، ومُحدث ضعيف الرتبة، من أهل البصرة، روى له التِّرْمِذِيّ حَدِيثًا واحِدًا.

## روايته للحديث النبوي
- روى عن: أنس بن مالك.
- روى عنه: جابر الجعفي، وحبيب بن أبي حبيب البجلي، والحسن بْن أَبي الحسناء، وحماد الربعي، وزائدة بْن أَبي الرقاد، وسهيل بْن أَبي صالح، وصدقة بن يسار المكي، وعبد الرحمن مولى قيس، وعبد المؤمن السدوسي، وعدي بْن أَبي عمارة النميري الذارع، وعمارة بْن زاذان الصيدلاني، وأبو حفص عُمَر بْن حفص النميري، وعَمْرو بْن سعد الفدكي، وأبو جناب عون بْن ذكوان القصاب، وأبو سَعِيد بْن مسلم بْن أَبي الوضاح المؤدب.[1]
- الجرح والتعديل: قال يحيى بن معين: «ضعيف الْحَدِيث»، وَقَال أبو حاتم الرازي: «يكتب حديثه، ولا يحتج به.» وَقَال الآجري: «سألت أَبَا داود عنه فضعفه.»، وذكره ابن حبان فِي كتاب الثقات، وَقَال: «يخطئ، وكان من العباد»، روى له التِّرْمِذِيّ حَدِيثًا واحِدًا: «من بنى لله مسجدًا».[1]